# Alzano Scrivia
Alzano Scrivia (Alsan in dialetto tortonese) è un comune italiano di 357 abitanti della provincia di Alessandria, in Piemonte.

## Geografia fisica
Situato poco a monte della confluenza tra il Po e lo Scrivia, il comune si trova ai confini tra il tortonese e la Lomellina, a circa 35 km da Alessandria. Antico centro agricolo è situato nella pianura alluvionale.
Con il comune di Calvignasco (Milano), può essere considerato il comune più pianeggiante d'Italia, essendo il dislivello massimo del territorio comunale pari a 1 m s.l.m.

## Storia
Il borgo si chiamò semplicemente Alzano fino al 1925. La famiglia dei Torti da cui prende il nome il paese vicino aveva ad Alzano un "Castello fortificato", sorgeva nei pressi della cinquecentesca Parrocchiale, dedicata alla Madonna, fu assediato e conquistato dagli spagnoli alla metà del XVIII secolo. Del maniero non ne rimane più traccia: venne completamente abbattuto nel 1824.
Nel passato anche recente le piene dei fiumi hanno più volte modificato la natura dei luoghi. Nei nomi dei comuni della zona ricorre spesso questo legame,  spesso conflittuale con l'acqua; da Guazzora, la latina Guadatorium,  ad Alluvioni Cambiò, che nel toponimo riassume la storia del borgo ricostruito dopo un'inondazione, a Isola Sant'Antonio, oggi situato sulla terraferma, ma nata intorno alla metà del Cinquecento in mezzo alle lanche del Po. Dal 1928 al 1946 fu unito alla vicina Molino dei Torti in un unico comune chiamato Molino Alzano.

### Simboli
Il gonfalone municipale è un drappo troncato di verde e di giallo.

## Monumenti e luoghi d'interesse
- Chiesa della Natività di Maria Vergine, risalente al XIX secolo

## Società

### Evoluzione demografica
Abitanti censiti

## Economia
In cambio l'abbondanza di acque rende il terreno fertile. Alzano produce cereali e foraggi per l'allevamento del bestiame, ma anche pregiati ortaggi e frutta. Alzano celebra la festa patronale in occasione della Natività di Maria, la quarta domenica di settembre. Il lunedì successivo si svolge la tradizionale fiera del bestiame e delle merci.

## Amministrazione
Di seguito è presentata una tabella relativa alle amministrazioni che si sono succedute in questo comune.
| Periodo         | Periodo        | Primo cittadino   | Partito                                 | Carica  | Note  |
| --------------- | -------------- | ----------------- | --------------------------------------- | ------- | ----- |
| 6 dicembre 1987 | 3 giugno 1990  | Bruno Bassi       | Partito Socialista Democratico Italiano | Sindaco | [ 6 ] |
| 3 giugno 1990   | 24 aprile 1995 | Piero Caldirola   | Partito Socialista Democratico Italiano | Sindaco | [ 6 ] |
| 24 aprile 1995  | 14 giugno 1999 | Piero Caldirola   | centro                                  | Sindaco | [ 6 ] |
| 14 giugno 1999  | 14 giugno 2004 | Piero Caldirola   | lista civica                            | Sindaco | [ 6 ] |
| 14 giugno 2004  | 7 giugno 2009  | Piero Angelo Cisi | lista civica                            | Sindaco | [ 6 ] |
| 8 giugno 2009   | 26 maggio 2014 | Piero Angelo Cisi | lista civica: per Alzano Scrivia        | Sindaco | [ 6 ] |
| 26 maggio 2014  | 26 maggio 2019 | Adolfo Guagnini   | lista civica: per Alzano Scrivia        | Sindaco | [ 6 ] |
| 26 maggio 2019  | 9 giugno 2024  | Adolfo Guagnini   | lista civica: per Alzano Scrivia        | Sindaco | [ 6 ] |
| 9 giugno 2024   | in carica      | Adolfo Guagnini   | lista civica: per Alzano Scrivia        | Sindaco | [ 6 ] |